# Li Donghua
Li Donghua (Chengdu, China, 10 de diciembre de 1967) es un gimnasta artístico nacido chino nacionalizado suizo, especialista en la prueba de caballo con arcos, con la que ha logrado ser campeón olímpico en 1996 y campeón del mundo en 1995.

## Carrera deportiva
En el Mundial de Brisbane 1994 gana el bronce en caballo con arcos, tras el rumano Marius Urzică, el francés Eric Poujade y empatado a puntos con el ucraniano Vitaly Marinich.
En el Mundial celebrado en Sabae (Japón) en 1995 consigue el oro en la misma prueba, por delante del chino Huang Huadong que empató con el japonés Yoshiaki Hatakeda.
En el Mundial celebrado en San Juan (Puerto Rico) en 1996 gana la plata en la misma prueba, tras el norcoreano Pae Gil-Su y por delante del ruso Alexei Nemov. Poco después en Olimpiadas de Atlanta gana el oro también en caballo con arcos. 